# Interkontinentální pohár 1982
Dvacátý první ročník Interkontinentálního poháru byl odehrán dne 12. prosince 1982 v Tokiu. Ve vzájemném zápase se střetli vítěz Poháru mistrů evropských zemí 1981/82 - Aston Villa FC, a vítěz Poháru osvoboditelů 1982 - CA Peñarol, který zvítězil 2:0 a získal tak tuto trofej již potřetí.

## zápas
| 12. prosince 1982  |        |                |                                                        |
| CA Peñarol         | 2 : 0  | Aston Villa FC | Olympisjký stadion, Tokio rozhodčí: Luis Paulino Siles |
| Jair 27' Silva 68' | report |                | Olympisjký stadion, Tokio rozhodčí: Luis Paulino Siles |

## Vítěz
| Interkontinentální pohár 1982 CA Peñarol (3. vítězství) |